# Leptacis dupondi
Leptacis dupondi (лат.) — вид платигастроидных наездников из семейства Platygastridae. Юго-Восточная Азия: Индонезия (остров Хальмахера). Название происходит от французского имени одного из детективных персонажей-близнецов Томпсонов в комиксах Приключения Тинтина (эти двое всегда путали друг друга; см. также Leptacis duponti и Scelio dupondi).

## Описание
Мелкие перепончатокрылые насекомые (длина 0,8 мм). Отличаются следующими признаками: затылочный киль отсутствует; нотаули развиты на большей части длины; длина переднего крыла в 3,2 раза больше ширины, с краевыми ресничками в 0,4 раза больше ширины крыла; длина метасомы равна длине головы и мезосомы вместе взятых. Основная окраска коричневато-чёрная и жёлтая: тело чёрное, антенномеры А1-А6 и ноги светло-коричневато-желтые; первый тергит Т1 коричневый. Усики 10-члениковые. Внешне похож на L. duponti. Вид был впервые описан в 2008 году датским энтомологом Петером Булем (Peter Neerup Buhl, Дания).